# 地方長官 (オペラ)
『地方長官』（ロシア語: Воевода）作品3は、ピョートル・チャイコフスキーが作曲した全3幕4場のオペラ。リブレットはアレクサンドル・オストロフスキーが自作の戯曲『Воевода (Сон на Волге)』を基に執筆した。

## 概要
作曲は1867年3月から1868年7月にかけて行われ、1869年2月11日（ユリウス暦 1月30日）にモスクワのボリショイ劇場で初演された。アレクサンドラ・メンシコヴァのための慈善公演であった。
1870年代にチャイコフスキーは本作の総譜を破棄してしまうが、第1幕の多くの部分が『オプリーチニク』へと転用された。これによって『Воевода』の題材が使用可能な状態で残され、チャイコフスキーに師事したこともあるアントン・アレンスキーが1888年にオペラ『ヴォルガ川上の夢』を作曲することに繋がった。チャイコフスキーの死後ソビエトの時代に入り、本作はオーケストラと声楽のパート譜、および作曲者のスケッチを元に復元されている。

## 配役
| 人物名                                                             | 声域         | 初演 1869年2月11日（ユリウス暦 1月30日） （指揮：エドゥアルド・メルテン） |
| ------------------------------------------------------------------ | ------------ | ------------------------------------------------------------------------- |
| ネチャイ・シャリーギン 「地方長官」                                | バス         | フィノッキ                                                                |
| ヴラス・デュジョイ 「裕福な商人」                                  | バス         | ラドネジスキー                                                            |
| マリヤ・ヴラスエヴナ 「彼の妻」                                    | ソプラノ     | アレクサンドラ・メンシコヴァ                                              |
| プラスコヴヤ・ヴラスエヴナ 「彼の姉」                              | ソプラノ     | クローネンベルク                                                          |
| ナスターシャ                                                       | ソプラノ     | アンネンスカヤ                                                            |
| ステパン・バストリュコフ 「裕福な貴族の子息」                      | テノール     | ラッポート                                                                |
| ロマン・ドゥブロヴィン                                             | バリトン     | デミドフ                                                                  |
| オレーナ 「彼の妻」                                                | メゾソプラノ | イヴァノヴァ                                                              |
| レズヴィイ 「バストリュコフの召使」                                | バス         | ボジャノフスキー                                                          |
| 宮廷道化師                                                         | テノール     | ラヴロフ                                                                  |
| ネドヴィガ 「看護師」                                              | メゾソプラノ | ロザノヴァ                                                                |
| 新しい地方長官                                                     | バス         | コーリン                                                                  |
| 合唱、歌唱なし：貴族の男たち、商人たち、使用人たち、女中たち、人々 |              |                                                                           |

## 楽器編成
ピッコロ、フルート2、オーボエ2、コーラングレ、クラリネット2（B♭とA）、ファゴット2、ホルン4（F）、トランペット2（B♭）、トロンボーン3、テューバ、ティンパニ、トライアングル、シンバル、大太鼓、ハープ、弦五部。

## 舞台設定
時代： 17世紀中ごろ
場所: ヴォルガ川に面した大きな町
序曲

### 第1幕
No. 1 女中の合唱と情景
No. 2 マリヤのバラードと二重唱
No. 3 情景
No. 4 バストリュコフのアリア
No. 5 情景と二重唱
No. 6 情景
No. 7 情景
No. 8 四重唱と情景
No. 9 フィナーレ

### 第2幕
No. 10 序曲
No. 11 使用人たちの合唱
No. 12 バストリュコフのアリア
No. 13 情景とドゥブロヴィンのアリア
No. 14 間奏曲と客室係の踊り
No. 15 情景とマリヤの歌
No. 16 情景
No. 17 二重唱
No. 18 情景
No. 19 情景とホロヴォード

### 第3幕
No. 20 間奏曲
No. 21 情景とドゥブロヴィンのアリア
No. 22 情景
No. 23 四重唱
No. 24 情景
No. 25 二重唱
No. 26 情景と四重唱
No. 27 情景
No. 28 五重唱
No. 29 情景と合唱
No. 30 情景
No. 31 終幕の情景

## 派生作品
- 第2幕の「間奏曲と客室係の踊り」は管弦楽のための性格的踊り（1865年）を基にしており、さらに作曲者によりピアノ・デュオへと編曲されている。
- チャイコフスキーはクラマーという筆名を用いて本作の主題を用いたピアノ独奏のためのポプリ（英語版）を作曲している（1868年）。

## 関連作品
- チャイコフスキーは1886年にアレクサンドル・オストロフスキーの『ヴォルガ川上の夢』のドモヴォーイのシーンに付随音楽を作曲している。これはオペラの題材となった戯曲と同一の作品であるが、そのことを除いて付随音楽とオペラに関連性はない。
- 交響的バラード『地方長官』作品78 （1891年）はアレクサンドル・プーシキンによるアダム・ミツキェヴィチの詩の翻訳に基づいており、このオペラと同じタイトルでありながら音楽的にも原作の内容的にも関連性がない。
- リムスキー＝コルサコフのオペラ『パン・ヴォエヴォーダ』の舞台はポーランドの設定で、オストロフスキーの戯曲とは関係がない。